# Hiram Keller
Hiram Keller, född  3 maj 1944 i Moody Field, Georgia, USA, död 20 januari 1997 i Atlanta, Georgia, amerikansk skådespelare.

## Filmografi
- 1969 - Satyricon
- 1970 - Tsarens kurir
- 1973 - Sono stato io!
- 1974 - Roma rivuole Cesare
- 1976 – Lifespan
- 1982 - Countryman

## Fotnoter
1. ↑  Internet Broadway Database, Internet Broadway Database person-ID: 88362, läst: 9 oktober 2017.[källa från Wikidata]
2. 1 2  filmportal.de, Filmportal-ID: 984b87ee5a864ee89aae26e00bc3f66e, läst: 9 oktober 2017.[källa från Wikidata]
3. ↑  Gemeinsame Normdatei, läst: 1 januari 2015.[källa från Wikidata]